# Петре Стајнбах
Петре Стајнбах (Темишвар, 1. јануар 1906. — Немачка, 1996) био је румунски везни фудбалер и тренер.

## Каријера
Током каријере одиграо је осамнаест наступа за румунску репрезентацију. Каријеру у клупском фудбалу провео је у ЦАМ Темишвару између 1925–1928, такође је играо за Колтеу из Брашова (1928–1929), затим је прешао у Униреу из Букурешта и ту играо до 1939. и завршио каријеру у сезони 1939–1940 у Олимпији из Букурешта